# جزر موريتاني
جزر موريتاني (الاسم العلمي:Daucus mauritianus) هو نوع غير مؤكد من النباتات يتبع جنس الجزر من الفصيلة الخيمية.